# دروپای برازنده
دروپای برازنده (نام علمی: Drupa elegans) نام یک گونه از تیره حلزون‌های خاردار است.